# Dussac
Dussac – miejscowość i gmina we Francji, w regionie Nowa Akwitania, w departamencie Dordogne.
Według danych na rok 1990 gminę zamieszkiwało 431 osób, a gęstość zaludnienia wynosiła 21 osób/km² (wśród 2290 gmin Akwitanii Dussac plasuje się na 766. miejscu pod względem liczby ludności, natomiast pod względem powierzchni na miejscu 513.).